# Ramzi Ghotbaldin
 (août 2023).
Si vous disposez d'ouvrages ou d'articles de référence ou si vous connaissez des sites web de qualité traitant du thème abordé ici, merci de compléter l'article en donnant les références utiles à sa vérifiabilité et en les liant à la section « Notes et références ».
Ramzi Ghotbaldin est un peintre français né en 1955 dans le Kurdistan.

## Biographie

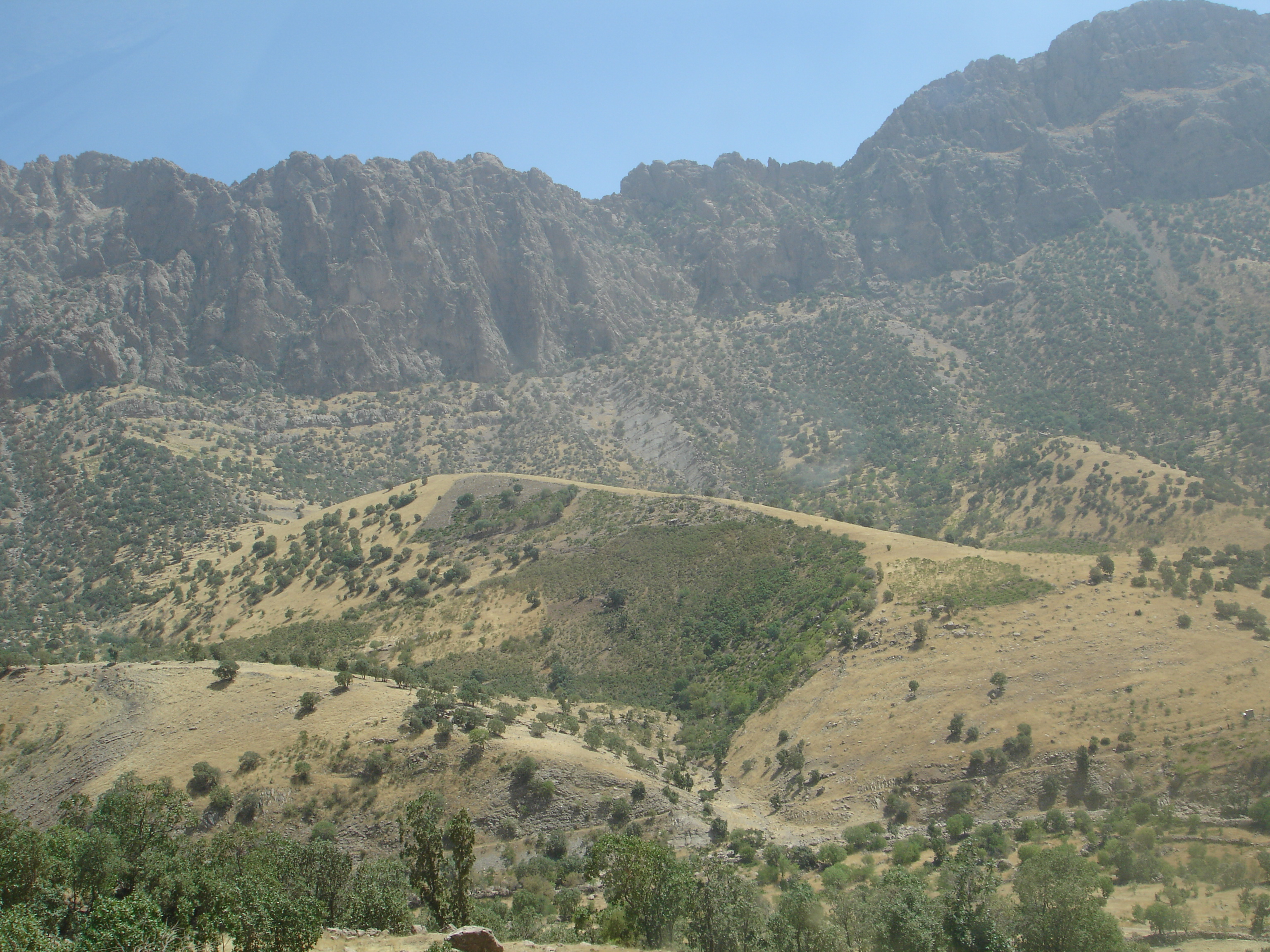
Paysage de la province d'As-Sulaymaniya.

### Jeunesse et formation
Ramzi Ghotbaldin naît en 1955 à Khanaqin, au Kurdistan. Il participe dès son enfance aux activités du studio de photographie de son père et son grand-père. Il obtient en 1975 un diplôme (section graphisme) de l'Institut des beaux-arts de Bagdad et commence à exposer en 1976.

### Avec l'UPK
En 1982, après avoir passé huit mois en prison, il rejoint dans les montagnes les combattants Peshmerga de l’Union patriotique du Kurdistan (UPK) au nord-est de Souleimaniye (province d'As-Sulaymaniya). Il y travaille dans le centre de publication (stencils), notamment des journaux Al Sharara et Rebaz Neo mais aussi de romans et recueils poétiques, d'une base située à Bargalou et expose dans les villages avec un compagnon photographe.
En 1988, après l'opération Anfal menée dans la région par le régime irakien de février à septembre et le gazage de la ville d'Halabja, il doit passer en Iran. Peu de temps après son arrivée, il expose à Téhéran.

### Exil à Paris
En 1990, il s'installe à Paris.
Il y réalise une première exposition personnelle en 1996 et il est naturalisé en 1997.

### Prix
- 2022 : Prix Renée-Bernard, grand prix de peinture de la Fondation Taylor, Paris[8]

## Expositions

### Expositions personnelles
- 2025 : Galerie Collection Stéphanie-Peyrissac, Paris (22 mai à mi-juillet) - National Museum of Amna Suraka, Souleimaniye, Kurdistan (mars).
- 2024 : Galerie Claudine Legrand[9], « NatureS », Paris (décembre) - D'Haudrecy Art Gallery, "Paysages de rêves", Knokke-le-Zoute, Belgique (juin/août)
- 2023 : Galerie Papiers d'Art[10], « Le chant de l'atelier » (novembre-décembre) - Galerie Le Jardin des Formes[11], « Réminiscence(s) » (septembre-octobre) - Ancien Evêché « Itinérance.s », Sarlat La Canéda (juillet-13 août)
- 2022 : Galerie Claudine Legrand « Mes paysages » (décembre) - Galerie Artenostrum « Ôde au printemps », Dieulefit (juin à septembre) - Galerie Papiers d'art « Le Messager des arbres » (mai-juin) - Campden Gallery « Over the Water » Gloucestershire, GB (mai-juin)
- 2021 : Galerie Papiers d'art (2 au 20 juin) - Galerie Collection Stéphanie-Peyrissac, Paris (21 janvier/11 février)
- 2020 : Campden Gallery, Gloucestershire, GB (15 août/6 septembre)
- 2019 : Galerie Claudine Legrand (3 - 21 décembre) - Galerie Papiers d’art (14 mars - 20 avril) - Galerie Guillaume Wuilbaut[12] (février - mars)
- 2017-2018 : Galerie Art en Seine[13] (2 décembre - 13 janvier)
- 2016 : Maison des Arts de Conches, 27190 Conches en Ouche, (21 mai - 21 août) (catalogue) - D’Haudrecy Art Gallery, Knokke-le-Zoute, Belgique (février - mars)
- 2015 : Galerie La Veluze[14] (27 juin - 26 juillet)
- 2014 : Galerie Naninck & Lengaigne, 62500 Saint-Omer (décembre) - Foundry Gallery, Washington DC (3 - 28 septembre) - Galerie Mezzo[15] (5 juin - 19 juillet) - Galerie La Véluze (31 mai-juin)
- 2013 : Galerie Chalak, Souleimaniye, Kurdistan (en permanence) - Musée de Amené Souraka, Souleimaniye, Kurdistan (avril)
- 2012 : Galerie Naninck & Lengaigne, 62500 Saint-Omer (12 mai - 24 juin) - Exposition privée Stéphanie Peyrissac, Cabinet Perrault de Jotemps, Paris (janvier - février)
- 2011 : Atelier Le trou de la vente, 77690 Montigny/Loing (11 décembre - janvier)
- 2010 : Présentation privée chez Stéphanie Fauconnier-Peyrissac, Paris (octobre - novembre) - Sardam Gallery, Souleimaniye, Kurdistan (15 décembre - 15 janvier)
- 2009 : Galerie Septentrion, Lille (14 novembre - 31 décembre) - Galerie Naninck & Lengaigne, 62500 Saint-Omer (20 mars - 6 juin)
- 2006 : Le Moulin de Maintenay, 62870 Maintenay (15 avril - 31 mai)

Galerie Claudine Legrand, 49 rue de Seine, Paris (26 janvier - 11 février)
- 2005 : Galerie Bouchindhomme, Lille (20 octobre - 30 novembre)
- 2003 : Galerie Claudine Legrand (octobre)
- 2002 : Centre culturel Les 3 Épis, Brive (15 octobre - 2 novembre) - Galerie Callu Mérite[16](6 avril - 18 mai) - Museen der Stadt, Vienne (Autriche) (mars)
- 2000 : Galerie Callu Mérite (26 février - 1er avril) Mérite
- 1999 : Centre d’art contemporain de Saint-Cyprien (23 janvier - 28 février)
- 1998 : Maison du Berry, Issoudun (2 octobre - 3 novembre)
- 1997 : Galerie Gery Spriet, Bondues-Lille (octobre)
- 1996 : « Œuvres récentes », Galerie Callu Mérite, Paris (25 septembre - 2 novembre) - « Découverte », Galerie Callu Mérite (20 février - 16 mars)
- 1995 : Centre culturel « La Clef », Paris
- 1990 : Albi
- 1989 : Salle de Perouzi, Sakez, Kurdistan (30 janvier - 15 mars)
- 1983 : Helledin, Kurdistan 1979;
- 1979 : Salle de Guedja, Souleimaniye, Kurdistan
- 1976 : Khanaqin, Kurdistan

### Principales expositions collectives
- 2024 : Astry Gallery, « Les Amis », Sofia, Bulgarie (avril/mai)
- 2023 : Ross Fine Art, Ramelton, Ireland
- 2021 : Fine Arts Galerie[17]
- 2019 : « Orbes », Galerie Papiers d’art[10] (28 novembre - 11 janvier) - « Le temps continue, Artistes de Chine et de France », Galerie Barlier, 36 rue de Penthièvre, Paris - « Le Bois de septembre », Galerie Papiers d’art (5 septembre - 5 octobre) - D’Haudrecy Art Gallery, Knokke-le-Zoute (en permanence) - Galerie Art en Seine, Le Havre - « Les Solitaires », Galerie Papiers d’Art, Paris (7 février - 9 mars)
- 2018 : Art Montpellier (8 - 11 novembre), Agnès Szaboova Gallery, galerie itinérante - D’Haudrecy Art Gallery, Knokke-le-Zoute - Galerie Art en Seine, Le Havre
- 2017 : Galerie Espace 54[18]
- 2016 : Paris Art Web, Honfleur - « Elsewhere », Campden Gallery, Gloucerstershire (février - mars)
- 2015 : Galerie d’Haudrecy Art Gallery, Knokke-le-Zoute - Galerie Claudine Legrand, Paris
- 2014 : Galerie La Véluze, Honfleur - Galerie Mezzo, Paris (30 janvier - 15 mars)
- 2013 : Galerie Patricia Oranin, Pont-l’Abbé (janvier - février) (décembre - janvier 2014)
- 2012 : Galerie d’art Spirta Vassia[19] - « Eclectic inspirations », J.M. Zeberg-Fine Art, Anvers, (20 octobre) - « Matières du Kurdistan», Erbil, Souleimaniye (catalogue) (juin) - « Rêves de France », Studio de Marie Mealor, Decatur, Georgia (février - mars)
- 2011 : « Matières du Kurdistan », Bureau du Gouvernement régional du Kurdistan d’Irak (KRG)[20] (13 octobre - novembre) (catalogue) - Espace culturel des Tanneries, La Ferrière-sur-Risles (3 sep - 2 octobre) - Voies de l’Art - Plage pour l’art - Musée des Augustins (janvier-février)
- 2010 : « Quatre peintres kurdes », Espace UVA - Paris (novembre) - D’Haudrecy Art Gallery, Knokke-le-Zoute - « L’argent », Galerie Tristan, Issy-les-Moulineaux (avril) - Le petit atelier, Deborrah Lindsay Gallery, Washington
- 2009 : « Mémoire et présence », Espace culturel, Le Magny (juillet) - Galerie Septentrion, Lille - « A.R.C. Équipements », Exposition d’automne, (26 septembre - 11 octobre)
- 2008 : Institut kurde, Paris (mars) - Galerie Septentrion, Lille - Galerie Hrefna Jonsdottir Gallery, Lambertville, New Jersey - Galerie de l’Hermitage, Le Touquet - « Décentrisme », Galerie Hofgut, Reinheim (4-18 mai) (catalogue) - Centre culturel, Varsovie, Pologne (juillet)
- 2007 : Hrefna Jonsdottir Gallery, Lambertville, New Jersey
- 2006 : Hrefna Jonsdottir Gallery, Lambertville, New Jersey - « L’étrange : un léger trouble du réel », Galerie Callu Mérite, Issy les Moulineaux (21 octobre - 19 novembre 2006)
- 2004 : Galerie Claudine Legrand, Paris (juillet - septembre) - Galerie le Castel, Lille (septembre - octobre) - « L’étranger dans la ville, 4 peintres kurdes », Institut kurde, Paris (septembre - octobre)
- 2003 : Hrefna Jonsdottir Gallery, Lambertville, New Jersey (janvier - février) - Galerie Claudine Legrand, Paris (15 février - mars) - « Salon Blanc », Tokyo (novembre) - Galerie Callu Mérite, Issy les Moulineaux (décembre) - « L‘œuvre de la quinzaine », Lycée polyvalent Langevin-Wallon (8 - 19 décembre)
- 2002 : « Salon Blanc » Tokyo (novembre)
- 2001 : Galerie Callu Mérite, Paris (1er février - 31 mars) - « 80 dessins du XXe siècle », Galerie Callu Mérite, Paris (17 mai - 21 juillet)
- 2000 : « Art Paris Carrousel du Louvre », Galerie Callu Mérite, Paris (19 - 23 octobre)
- 1999 : « 13e SAGA » (FIAC Édition), Galerie Callu Mérite, Paris (19 - 24 mars) - « Art Paris Carrousel du Louvre », Galerie Callu Mérite, Paris (17-20 septembre)
- 1998 : « Halabja », Institut kurde, Paris (16 - 28 mars) - « 12e SAGA » (FIAC Édition), Galerie Callu Mérite, Paris (22 - 28 avril) - Galerie Créatys, Montélimar (juillet-août) - « Trait commun », Galerie Callu Mérite, Paris (19 mai - 20 juin) - « Europ’Art 98, Salon européen d’art Contemporain » (6 - 15 novembre)
- 1997 : « ST'ART 97, Foire d'art contemporain de Strasbourg », Galerie Callu Mérite, Paris (31 janvier - 3 février) - « XVIe Salon d’Angers », Angers  (18 octobre - 23 novembre) - « Partage », Galerie Callu Mérite, Paris (6 novembre - décembre) - « Pléiade de Noël », Galerie Gery Spriet, Bondues-Lille  (décembre)
- 1996 : « Nus d’hier et d’aujourd’hui », Galerie Callu Mérite, Paris (juin et septembre)
- 1992 : « Génération 95 », Forum des Cholletes, Sarcelles - « Peinture kurde »,  Galerie associative La Séranne, Montpellier - Centre de conférences internationales,  Paris - « Art Contemporain kurde », Maison des artistes de Graz
- 1991 : « Artistes en ville », Sarcelles - « Artistes peintres », Albi - « Mosaïque d’exposition artistique », Galerie Wazemmes,  Lille - Château de Baillen, Condé - Maison des Associations de Paris
- 1990 : Institut kurde, Paris - Espace UVA 18 et AAPKF,  Paris
- 1989 : Sanandaj, Kurdistan d’Iran
- 1988 : Téhéran, Iran
- 1981 : Salle du musée, Souleimaniye, Kurdistan
- 1979 : Institut kurde, Bagdad et Rome

## Acquisitions
- Fondation Plage pour l'Art, 59173 Blaringhem
- Gouvernement régional du Kurdistan d'Irak, Paris
- Musée d'Erbil, Kurdistan d'Irak
- Musée de Souleimaniye, Kurdistan d'Irak

## Publications
- Le Messager des arbres, livre-catalogue, poèmes de Pierre Dhainaut, peintures de Ramzi Ghotbaldin, éditions L'Herbe qui tremble, 2022
- Derrière les maisons, livre-catalogue, poèmes de Philippe Mathy, peintures de Ramzi Ghotbaldin, éditions L'Herbe qui tremble, 2023

### Sources et bibliographie
: sources utilisées pour la rédaction de cet article

#### Ouvrage
- Dictionnaire Bénézit des peintres, sculpteurs, dessinateurs et graveurs, Paris, Gründ, 1999.

#### Presse
- La Gazette de l'Hôtel Drouot, Paris
  - Marc Hérissé, « Ramzi », 1er mars 1996 et 4 octobre 1996. 
  - « Ramzi », 12 février 1999. 
  - Lydia Harambourg
    - « Ramzi Ghotbaldin », 17 mars 2000. 
    - « Le message universel de Ramzi Ghotbaldin », 19 septembre 2003. 
    - « Ramzi Ghotbaldin », juin 2014.
- Anne Valery, « La couleur en héritage », dans Art et Décoration, p. 34-37, avril 2013.
- Ludovic Duhamel, « L'enchantement », dans Miroir de l'art, p. 28 à 31, n° 132, déc. 2024.

### Catalogues d'exposition
- Ramzi Ghotbaldin, Centre d'art contemporain, Saint-Cyprien, 1999.
- François Callu Mérite, Ramzi Ghotbaldin, Paris, galerie Callu Mérite, 2000 et 2002.
- Yves Zaberman, Matières du Kurdistan, décembre 2011/Paris et juin 2012/Kurdistan au KRG.
- Ramzi Ghotbaldin, huiles, gouaches et pastels, introduction d'Yves Guiraud, Galerie Mezzo, Paris, 2014.
- Ramzi Ghotbaldin, œuvres 2015-2016, textes de Michel-Georges Bernard et C. Hurteau-Mignon, Maison des arts, Conches-en-Ouche, 2016.
- Ramzi Ghotbaldin, œuvres de 2017 à 2019, textes de F. Callu Mérite et Philippe Vasseur, 2019.
- Flores et Florales, œuvres de 2019, galerie Claudine Legrand, décembre 2019.
- Journey, Campden Gallery, texte de Guy Cohen, août 2020
- Ôde au printemps, galerie Artenostrum, texte de Myriam et Philippe Bentley, 2022.
- NatureS, oeuvres de 2023-2024, galerie Claudine Legrand, décembre 2024.

### Filmographie
- Ramzi Ghotbaldin, Télévision nationale kurde NRT, octobre 2016.[source insuffisante]